# Waldorfská základní a střední škola Semily
Waldorfská základní a střední škola Semily, příspěvková organizace, byla založena v roce 1992 v Semilech na rohu Tyršovy a Špidlenovy ulice. 15 let po založení Základní školy byla založena také Waldorfská střední škola v jiné budově v ulici Jana Žižky v Podmoklicích. Budovy jsou od sebe vzdáleny cca 15 minut chůze přes město. Ve starší budově jsou třídy prvního až druhého stupně s výjimkou deváté třídy, ředitelna a sborovna, ve které se scházejí učitelé z obou budov vždy jednou týdně.
V druhé budově je devátá třída a ročníky střední školy. Někdy se zkráceně této budově říká jen „lyceum". V lyceu sídlí zástupce ředitele.
V roce 2019 byl ředitelem Mgr. Ivan Semecký. Vyučování na těchto školách se řídí principy waldorfské pedagogiky.
V těchto školách se způsob výuky od ostatních škol liší. Má se zde učit pravda a pravdu ctít.
Děti co zde studovali nebo studují se jsou schopni mnohem efektivněji postavit za svůj názor a to klidně lépe než ledajací dospělí.
Těmto dětem se pak mnohem lépe zařazuje do života v dospělosti a jsou schopni nad věcmi přemýšlet ze všech úhlů a perspektiv (samozřejmě, že se najdou i výjimky).

## Lyceum
Waldorfské lyceum je střední škola se všeobecným studijním zaměřením, které je zakončeno maturitní zkouškou.. Na waldorfském lyceu jsou stejně jako na gymnáziích předměty jako např.: matematika, jazyky, výtvarná výchova... Ale navíc jsou zde hodiny například kurzů kovářství, kovotepectví, dřevořezby, malby, apod.